# Sorno (Finsterwalde)

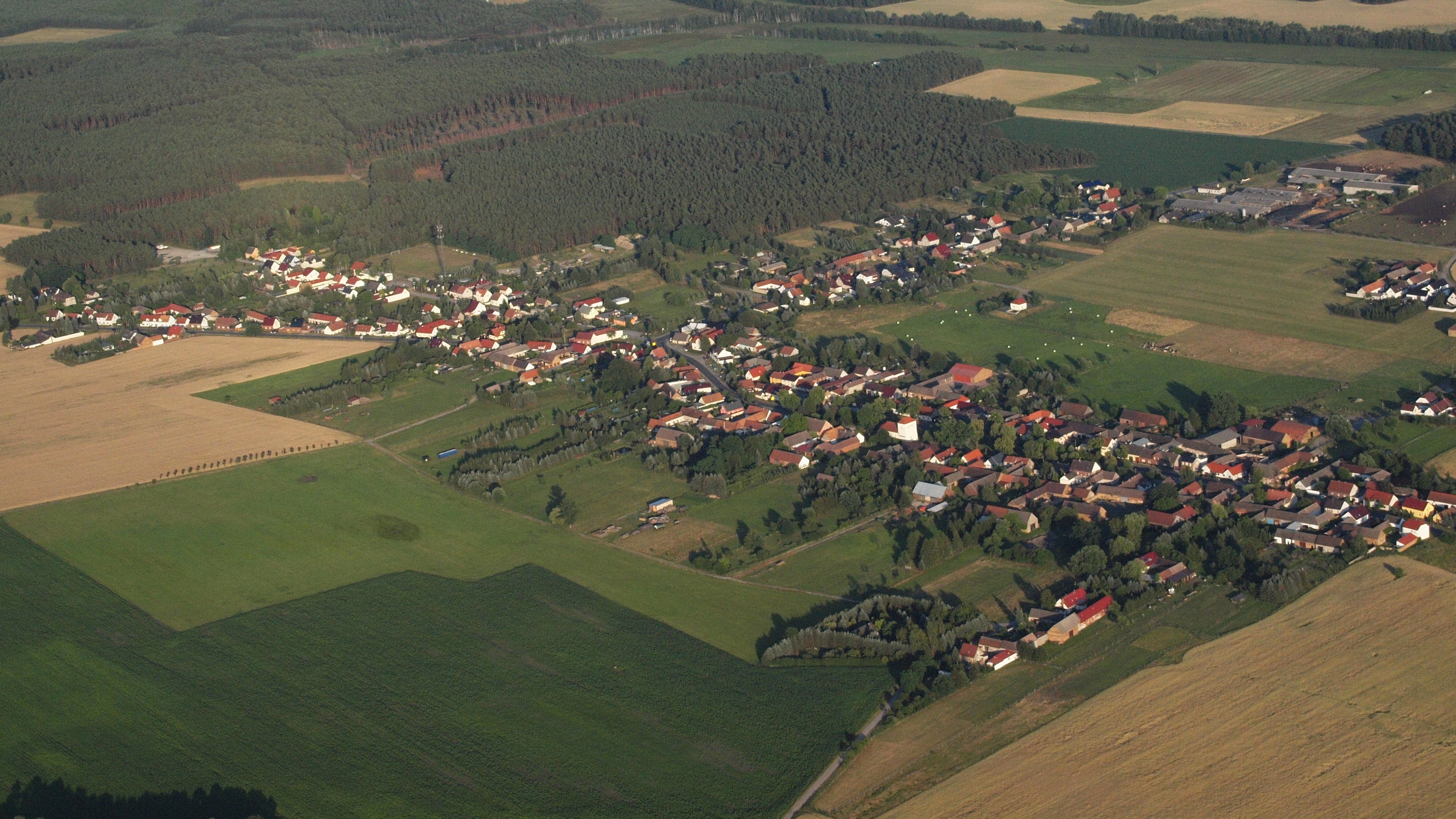
Sorno (Finsterwalde), Luftaufnahme (2015)

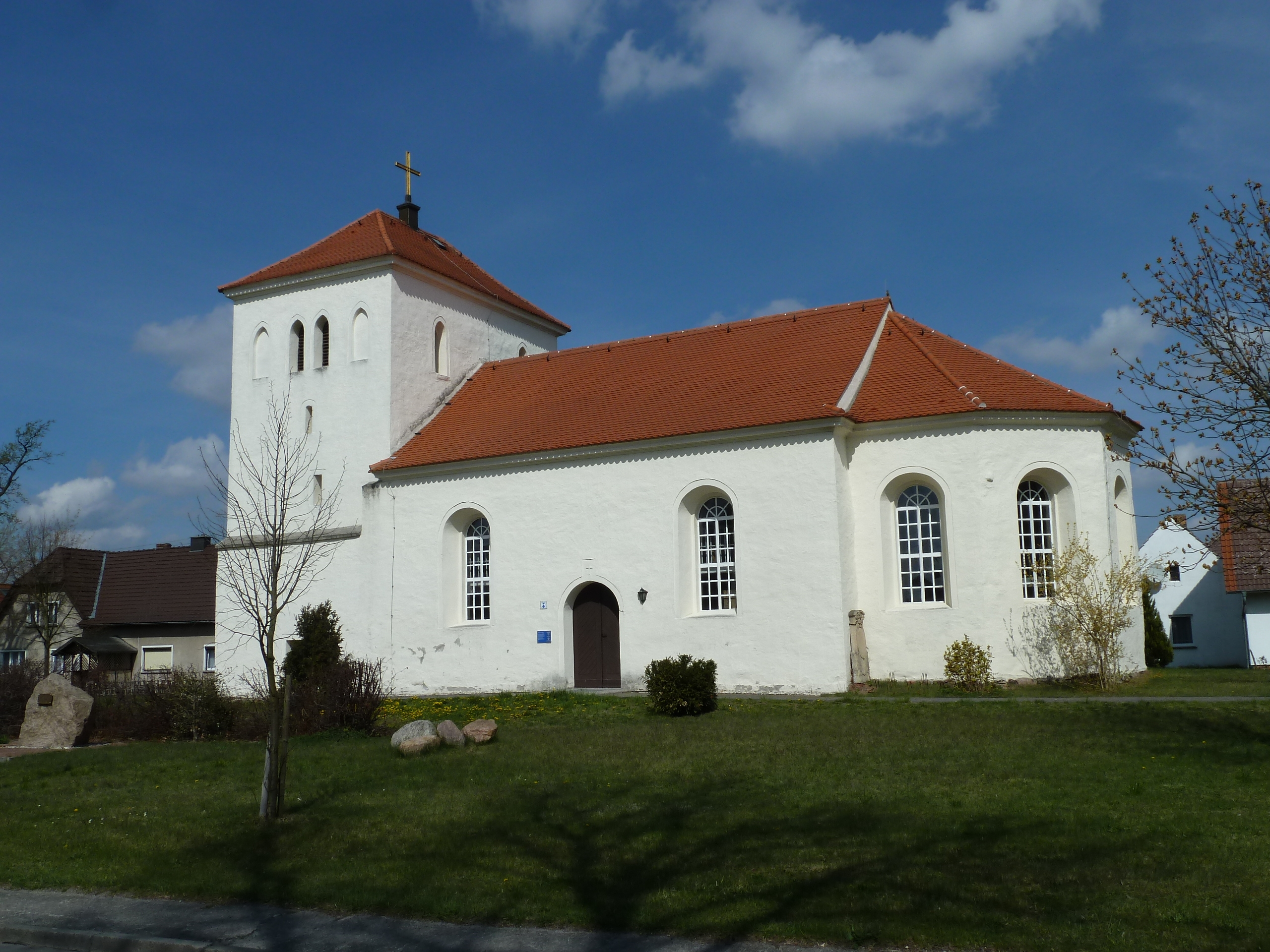
Dorfkirche Sorno

Sorno (niedersorbisch Žarnow) ist ein Ortsteil der Stadt Finsterwalde in Brandenburg.

## Geographische Lage
Sorno liegt in der Niederlausitz, im Süden von Brandenburg. Der Ort ist 120 Kilometer südlich von Berlin, 70 Kilometer nördlich von Dresden, 61 Kilometer südwestlich von Cottbus sowie 100 Kilometer nordöstlich von Leipzig gelegen.

## Geschichte
Das Dorf wurde im Jahr 1346 erstmals urkundlich erwähnt. Zu dieser Zeit lag die Ortschaft noch auf wendischem Gebiet und gehörte zum Kloster Dobrilugk. Diesem Ursprung hat Sorno seinen Namen zu verdanken, der übersetzt so viel bedeutet wie Roggenland (Serno) oder Mühlstein (Sornaw). Beides gab es in Sorno schon immer.
Am 3. Juni 1799, am 30. Juni 1818 und am 1. August 1827 gab es drei große Brände in Sorno. Letzterem Brand fielen die evangelische Kirche, das Pfarrhaus und das Schulgebäude zum Opfer.
Am 1. Juli 1950 wurde die bis dahin eigenständige Gemeinde Rosendorf eingegliedert.
Bis zur Abbaggerung eines gleichnamigen Ortes bei Senftenberg im Jahr 1971 wurde Sorno zur Unterscheidung häufig mit dem Zusatz „Deutsch“ versehen, während das andere Sorno auch Wendisch Sorno genannt wurde.
Am 6. Dezember 1993 wurde Sorno in die Stadt Finsterwalde eingemeindet.